# Хедър Макалистър
Хедър Макалистър (на английски: Heather MacAllister) е американска писателка на бестселъри в жанра любовен роман. Писала е и под псевдонима Хедър Алисън (на английски: Heather Allison).

## Биография и творчество
Хедър Макалистър е родена в Тексас, САЩ. Докато учи в колежа се пристрастява към любовните романи. След дипломирането си работи като учител по музика. Омъжва се за приятеля си от гимназията, с който имат двама сина. Когато ражда децата, ѝ се налага да напусне работа и да стане домакиня. Едновременно с това започва да пише любовни романи, като продава първия на издателство „Арлекин“ през 1989 г.
Първият ѝ роман „Deck the Halls” от поредицата „Сестрите Хол“ е публикуван през 1990 г. Оттогава е написана над 50 романа.
Произведенията на писателката, наситени с много хумор и романтика, достигат до списъците на бестселърите, и са преведени на 26 езика по света.
Хедър Макалистър живее със семейството си в Тексас.

## Произведения

### Като Хедър Алисън

#### Самостоятелни романи
- Pulse Points (1991)
- Haunted Spouse (1993)
- His Cinderella Bride (1996)

#### Серия „Сестрите Хол“ (Hall Sisters)
1. Deck the Halls (1990)
2. Jack of Hearts (1992)
Вале купа, изд.: „Арлекин България“, София (1993), прев. Росица Елазар
3. Ivy's League (1993)

#### Участие в общи серии с други писатели

##### Серия „Завръщане в ранчото“ (Back To The Ranch)
11. Counterfeit Cowgirl (1994)

##### Серия „Деца и целувки“ (Kids and Kisses)
- The Santa Sleuth (1994)

##### Серия „Запечатано с целувка“ (Sealed with a Kiss)
- Undercover Lover (1995)

##### Серия „Обвързан!” (Hitched!)
- Temporary Texan (1996)

##### Серия „Вихърни сватби“ (Whirlwind Weddings)
- Marry in Haste (1997)

##### Серия „Просто най-добрия“ (Simply The Best)
- Marry Me (1997)

### Като Хедър Макалистър

#### Самостоятелни романи
- Long Southern Nights (1997)
- The Boss and the Plain Jayne Bride (1999)
- Behind Closed Doors (2001)
- How to Be the Perfect Girlfriend (2004)
- Never Say Never (2005)
- Lone Star Santa (2006)
- Undressed (2009)
- A Man for All Seasons (2010)
- Tall, Dark & Reckless (2012)
- Taken by Storm (2014)

#### Серия „Проект: Белден” (Project: Belden)
1. Jilt Trip (1995)
2. Bedded Bliss (1996)

#### Серия „Проект: Бременност” (Project: Pregnancy)
1. The Paternity Plan (2000)
2. The Motherhood Campaign (2000)

#### Участие в общи серии с други писатели

##### Серия „Грешно легло“ (Wrong Bed)
1. Bedded Bliss (1996)

##### Серия „Мъж по пощата“ (Mail Order Men)
5. Christmas Male (1996)

##### Серия „Свободни булки“ (Brides On The Run)
- Bride Overboard (1997)

##### Серия „Търси се тексасец“ (Texas Grooms Wanted)
- Hand-Picked Husband (1998)

##### Серия „Ергенска територия“ (Bachelor Territory)
- The Bachelor and the Babies (1998)

##### Серия „Списание „Тексаски мъже“ (Texas Men Magazine)
- Mr. December (1998)

##### Серия „Лов на мъже“ (Manhunting)
1. Manhunting in Memphis (1998)

##### Серия „Ергенски търг“ (Bachelor Auction)
- The Rancher and the Rich Girl (1999)

##### Серия „Ергени и невести“ (Bachelors and Babies)
- The Good, the Bad and the Cuddly (1999)

##### Серия „Сладкодумни мъже“ (Sweet Talkin' Guys)
- Moonlighting (2000)

##### Серия „Лична позиция!” (Personal Touch!)
- Personal Relations (2001)

##### Серия „Купър“ (Cooper's Corner)
2. After Darke (2002)

##### Серия „Самотни в града“ (Single in the City)
2. Tempted in Texas (2002)
4. Skirting the Issue (2002)
7. Male Call (2003)

##### Серия „Духовете са готови“ (Spirits are Willing)
- Can't Buy Me Love (2004)

##### Серия „24 часа: Сватбата” (24 Hours: The Wedding)
- Falling for You (2005)

##### Серия „3 срещи“ (3 Encounters)
- His Little Black Book (2010)

##### Серия „24 часа затъмнение“ (24 Hours Blackout)
- Kept in the Dark (2011)

#### Новели
- Picture Perfect (2011)
- Princess Charming (2012)

#### Сборници
- Temptations Blaze (1998) – с Елда Мейджър и Джоан Рос
- Escapade (2000) – с Мюриел Дженсън, Келси Робъртс и Дебора Симънс
- Deck the Halls (2000) – с Марго Ърли
- Tyler Brides (2001) – с Жаклин Даймънд и Кристине Ролофсън
- Home on the Range (2001) – с Марго Ърли
- Bootcamp (2006) – с Лесли Кели и Синди Майърс
- One-Click Buy: June 2009 Harlequin Blaze (2009) – с Тори Карингтън, Кристъл Грийн, Кейт Хофман, Ронда Нелсън и Кара Съмърс
- Sunsets & Seduction (2012) – със Саманта Хънтър и Туини Уебър
- Harlequin Blaze July 2014 Bundle (2014) – с Ерин Маккарти, Ан Марш и Вики Люис Томпсън